# Пеликан, Евгений Венцеславович
Евгений Венцеславович Пеликан (псевдоним Пел., Е., 1824—1884) — медик, профессор Императорской медико-хирургической академии, тайный советник, гражданский генерал-штаб-доктор.
Наибольшую известность Е. В. Пеликан получил как основоположник научно-экспериментального направления в токсикологии. Вошел в историю как «отец русской токсикологии». Почетный член Московского университета с 1875 года.

## Биография
Сын профессора анатомии и судебной медицины Виленского университета В. В. Пеликана.
Окончил Санкт-Петербургскую первую гимназию (1840) и медицинский факультет Московского университета (1845).
Занимался хирургией в должности сверхштатного ординатора в Московском военном госпитале. В 1846 году был прикомандирован к медицинскому департаменту Военного министерства и переведен в Санкт-Петербургский военно-сухопутный госпиталь ординатором. В 1847 году защитил в Московском университете диссертацию на тему «Переломы шейки бедра» и получил степень доктора медицины.
9 ноября 1852 года Пеликан был назначен исправляющим должность профессора кафедры судебной медицины, медицинской полиции и гигиены Императорской медико-хирургической академии, а 3 февраля 1853 года был избран ординарным профессором той же кафедры. В конце 1840-х и начале 1850-х годов Пеликан ввел в Академии научный, опытный способ преподавания токсикологии. Занимал кафедру судебной медицины с 1852 по 1858 год. Период его руководства кафедрой связан с началом формирования и развития токсикологического направления, которому посвятили свою деятельность несколько поколений сотрудников. Он являлся директором медицинского департамента Министерства внутренних дел, а с 1863 года также и председателем Медицинского и Ветеринарного советов. В 1860 году по его проекту был открыт Комитет общественного здравия Санкт-Петербурга. С 1861 по 1876 год был членом Попечительского совета заведений общественного призрения в Санкт-Петербурге.
С 1848 года заведовал редакцией «Военно-медицинского журнала», в котором 1854—1859 годах опубликовал ряд статей. В 1865 году им был основан журнал «Архив судебной медицины и общественной гигиены».
В 1863 году был удостоен чина действительного статского советника, а в 1868 году — тайного советника.
Умер от прогрессивного паралича 6 мая (по другим данным — 3 мая) 1884 года. Похоронен на Новодевичьем кладбище в Санкт-Петербурге.

## Избранная библиография
- «Процесс Прален в судебно-медицинском отношении» (1847 г.);
- «О бедренной немочи» (1847);
- «Несколько вопросов по поводу распространения холеры в 1847 г.» (1847);
- «О значении некоторых явлений при распознавании бедренной немочи» (1848);
- «Несколько вопросов относительно эпидемической холеры в С.-Петербурге в 1847—50 гг.» (1850);
- «О проституции в медико-полицейском отношении» (1850);
- «Вступительная лекция из судебной медицины» (1853);
- «Опыт приложения современных физико-химических исследований к учению об ядах» (1854);
- «Ледойенова жидкость и концентрированный раствор азотно-кислого свинца» (1854);
- «О точном распознавании крови и кровяных пятен при судебно-медицинских исследованиях» проф. Розе с примечаниями Е. В. Пеликана (1854);
- «Новый пример так называемого обыкновенного самосгорания человеческого тела, с критическим взглядом на этот предмет»;
- «Двухромокислое кали в судебно-медицинском отношении» (1855);
- «О гигиеническом приготовлении мяса, бульона и хлеба, преимущественно на основании химических исследований» (1855);
- «Токсикология цианистых металлов» (1855);
- «Нитроглицерин и другие гремучие тела» (1855);
- «О затруднениях при исследовании кровяных пятен в уголовных случаях» (1855);
- «Стрельный яд кураре» («Труды Общества Русских Врачей» 1857 г., стр. 125—132);
- «О мимолетных выстрелах», вместе с проф. Савельевым («Арт. Журнал» 1856 г.);
- «Как должно понимать введение в организм разных лекарственных веществ помощью гальванического тока», вместе с проф. Савельевым («Военно-Медицинский Журнал» 1854 г.);
- «О действии иодистого калия», вместе с д-ром Арнетом и проф. Здекауером (там же, 1855 г.);
- «Untersuchungen über Tanghinia venenifera», вместе с проф. Келликером («Würzburger Verhandl. der Phys.-medic. Gesellsch.» 1858 г.);
- «Beiträge zur gerichtlichen Medicin, Toxicologie und Pharmacodynamik.» Würzburg. 1858 г.;
- «Исследование o вдиянии некоторых ядов на мышечную деятельность» («Военно-Медицинский Журнал» 1859 г.);
- «Патологическая анатомия некоторых новообразований» («Медицинский вестник» 1861 г., № 1, 3 и 5);
- "Заметка по поводу брошюры «Живая покойница» (ibid. 1861 г.);
- «Recherches sur l’action des differents poisons de coeur» («Gazette méd. de Paris» 1861 г.);
- «Recherches sur l’action d’un nouveau poison de coeur» (ib.);
- «К токсикологии олеандера» («Мед. Вест.» 1861 г., № 1);
- «Процесс Кути-ла-Помере» (ib., 1863 г., № 34);
- «О новом сердечном яде…» («Архив Суд. Медиц.» 1865 г.);
- «Рассмотрение дела о крестьянке Волоховой» («Архив Суд. Медиц.» 1867 г.);
- «Местный паралич от сантонина» (там же, 1865 г., № 3);
- «Письмо в редакцию „С.-Петербургской Немецкой Газеты“ относительно способа распространения холеры» (там же, 1867 г. № 3);
- «О значении естественных наук для юриспруденции» (там же, 1868 г., № 2);
- «Извлечение из отчета о поездке на Мариинскую водную систему в 1870 г.» (там же, 1871 г., № 1);
- «Главнейшие положения Тифлисской санитарной комиссии» (там же, 1871 г., № 2);
- «Труды комиссии, учрежденной к изысканию мер против сибирской язвы, на реке Шексне», 1868 г.;
- «Судебно-медицинское исследование скопчества» (СПб., 1873 г.);
- Рабюто, «Руководство к токсикологии» («Eléments de toxicologie»). Перевод с французского под редакцией и с примечаниями Пеликана, 1878 год[1].